# Someday (hitomiの曲)
「Someday」（サムデイ）は、1999年1月27日に発売されたhitomiの13枚目のシングル。発売元は、avex trax。規格品番はAVDD-20285。本体価格は1020円。

## 解説
- 前作より約一ヶ月の速さで発売された。花王「ソフィーナ オーブ ルージュドレシャス」CMソング
- 現在は「h」「peace」に収録されている。

## 収録曲
作詞：hitomi、作曲・編曲：渡辺善太郎
1. Someday (4:24)
2. Someday（Something Else） (4：14)
3. Someday（Instrumental） (4:24)

## 収録アルバム
- h (#1)
- peace (#1)